# Zielenik palawański
Zielenik palawański (Chloropsis palawanensis) – gatunek ptaka z rodziny zieleników (Chloropseidae). Jest endemiczny dla wyspy Palawan i sąsiednich wysepek na Filipinach. Jego naturalne siedliska to tropikalne i subtropikalne lasy. Nie wyróżnia się podgatunków.
Status
IUCN uznaje zielenika palawańskiego za gatunek najmniejszej troski (LC, Least Concern) nieprzerwanie od 1988 (stan w 2020). Liczebność populacji nie została oszacowana, ale ptak ten opisywany jest jako dość pospolity. Trend liczebności populacji uznawany jest za stabilny.